# SLC22A18AS
SLC22A18AS (англ. Solute carrier family 22 member 18 antisense) – білок, який кодується однойменним геном, розташованим у людей на 11-й хромосомі. Довжина поліпептидного ланцюга білка становить 253 амінокислот, а молекулярна маса — 27 061.
| 10         |  | 20         |  | 30         |  | 40         |  | 50         |
| ---------- |  | ---------- |  | ---------- |  | ---------- |  | ---------- |
| MGELPGSEGM |  | WENCPLGWVK |  | KKASGTLAPL |  | DFLLQRKRLW |  | LWASEPVRPQ |
| PQGIHRFREA |  | RRQFCRMRGS |  | RLTGGRKGFG |  | SSGLRFGRGG |  | FSEEVMPQPV |
| LKAMRCAEGA |  | WWFSPDGPAG |  | SAASIWPAEG |  | AEGLPGQLGR |  | DRLEVVYSVP |
| DNVPGQNGSR |  | RPLVCKITGK |  | CLSVCSEENA |  | KAGGCSAFPL |  | LLSQLGARMT |
| GREHAHKGPE |  | LTTPDSGLPR |  | PPNPALAGFR |  | ALAQHSPPLG |  | TSTPSAVLLS |
| AAT        |  |            |  |            |  |            |  |            |

A: Аланін

C: Цистеїн

D: Аспарагінова кислота

E: Глутамінова кислота

F: Фенілаланін

G: Гліцин

H: Гістидин

I: Ізолейцин

K: Лізин

L: Лейцин

M: Метіонін

N: Аспарагін

P: Пролін

Q: Глутамін

R: Аргінін

S: Серин

T: Треонін

V: Валін

W: Триптофан

Задіяний у такому біологічному процесі, як альтернативний сплайсинг. 